# Стефан Учиков
Стефан Василев Учиков (роден на 22 януари 1976 г.) е бивш български футболист, полузащитник. Настоящ старши треньор на Спартак (Пловдив).

## Биография
Роден е на 22 януари 1976 г. в Девин. Висок е 183 см и тежи 78 кг. Играл е за Металик (Сопот), Ботев (Пловдив), Локомотив (София), Родопа и Тиела (Патрона, Гърция). Полуфиналист за купата на страната през 2001 г. с Локомотив (София).

## Статистика по сезони
- Металик - 1993/94 - Б футболна група, 16 мача/2 гола
- Металик - 1994/95 - Б футболна група, 21/6
- Металик - 1995/96 - В футболна група, 27/12
- Ботев (Пд) - 1996/97 - А футболна група, 14/1
- Ботев (Пд) - 1997/98 - А футболна група, 25/5
- Ботев (Пд) - 1998/99 - А футболна група, 24/4
- Локомотив (Сф) - 1999/00 - А футболна група, 19/2
- Локомотив (Сф) - 2000/01 - А футболна група, 18/3
- Локомотив (Сф) - 2001/02 - А футболна група, 30/2
- Локомотив (Сф) - 2002/03 - А футболна група, 23/2
- Родопа - 2003/04 - А футболна група, 26/3
- Родопа - 2004/05 - А футболна група, 25/3
- Тиела - 2005/06 - C'Етники Категория, 27/8
- Родопа - 2006/07 - А футболна група
- ФК Марица (Пловдив) – 2007 – 2010 Б и В футболни групи
- Ботев (Пд) - 2010/11 - В футболна група, 0/0